# Coeranoscincus
Coeranoscincus é um género de lagartos da família Scincidae encontrados  na região de Queensland, na Austrália.

## Espécies
- Coeranoscincus frontalis
- Coeranoscincus reticulatus